# Scie à archet

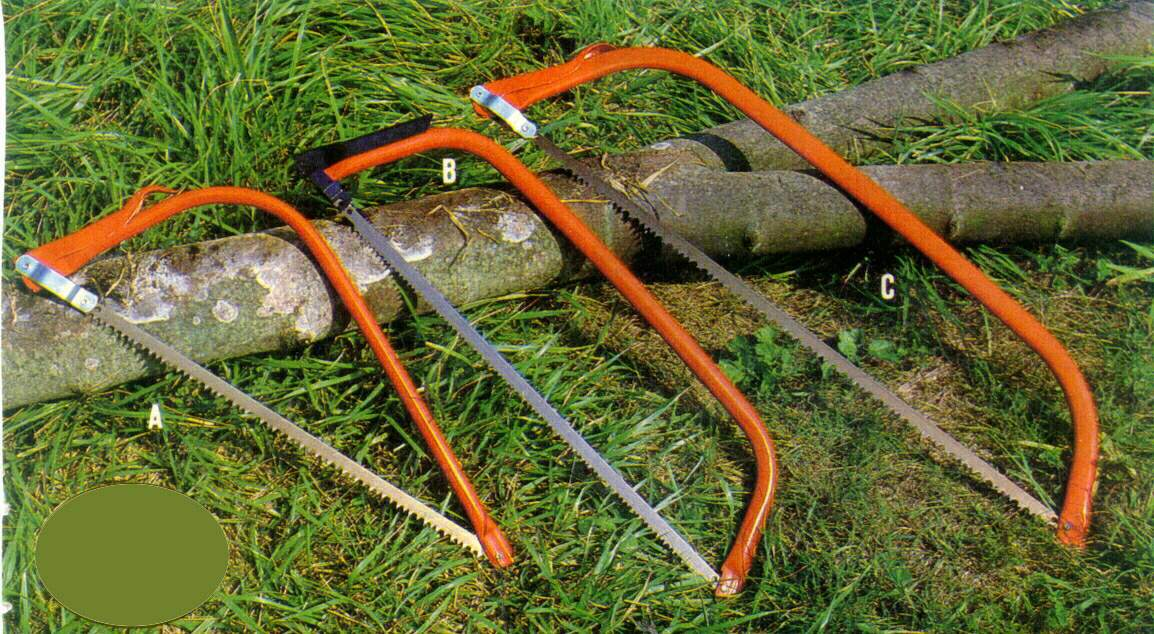
Scies à bûches modernes.

Une scie à archet, communément appelée scie à bûches ou sciotte au Québec, est un type de scie utilisé pour couper du bois rond (bûche, abattage de petits arbres, débitage de bois de chauffage…). Elle procure une coupe peu soignée mais permet une découpe rapide.
La lame est prise dans une monture en acier avec un tendeur. 
Pour du bois vert, les dents seront assez larges pour ménager entre elles un espace où vient se loger la sciure jusqu'à ce qu’elle tombe du trait de scie. Les dentures peuvent être à gencives, américaine ou suédoise.

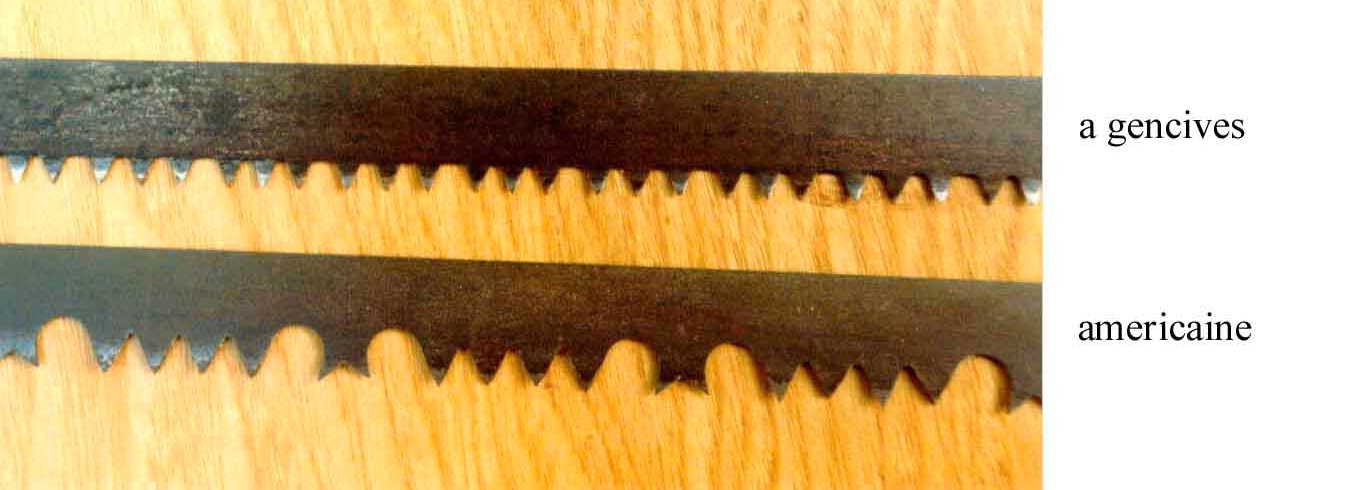
Dentures des scies à bûches.

## Histoire

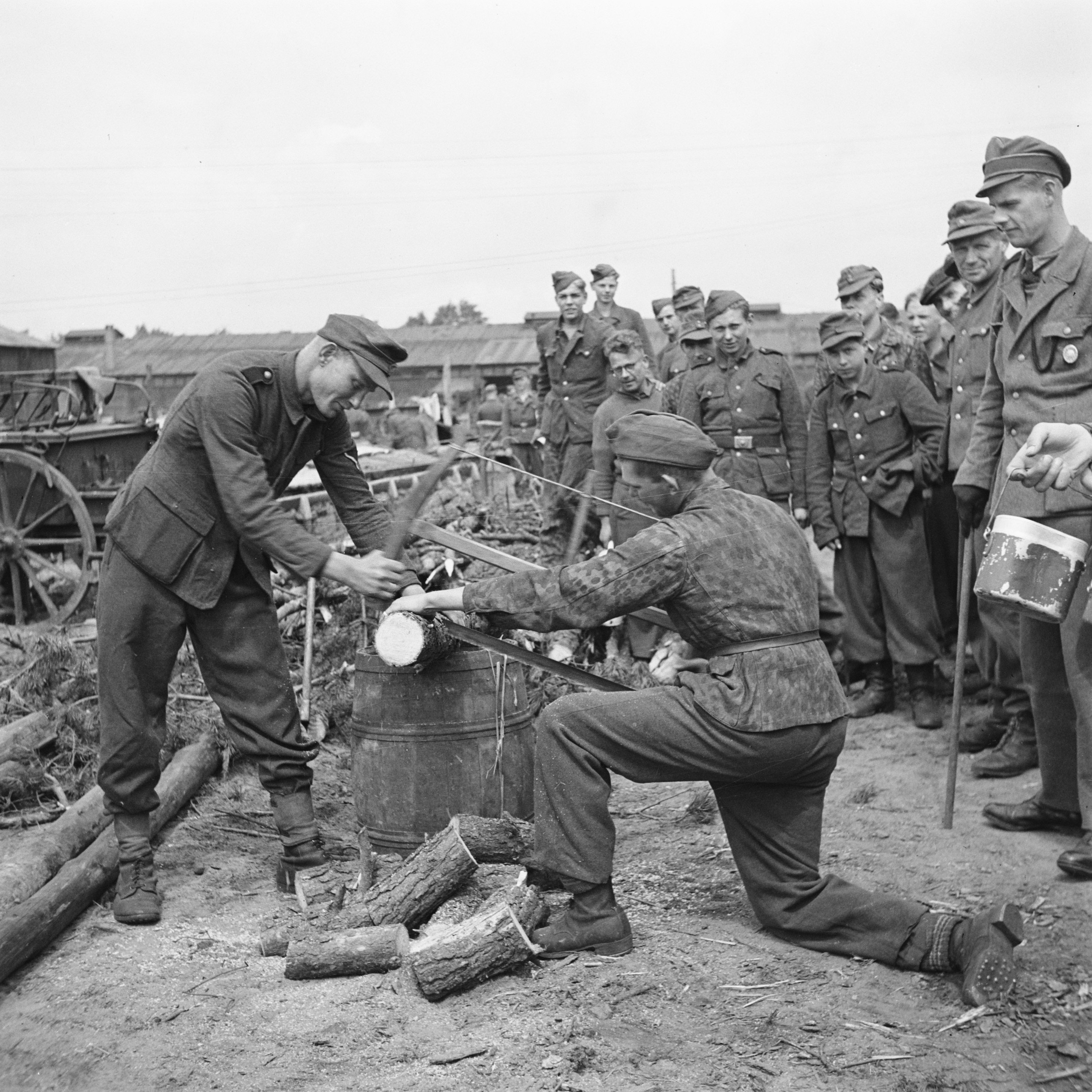
Deux hommes utilisant une forme plus ancienne de la scie à bûches.

La scie à archet est une forme moderne de scie à cadre ; une forme plus ancienne de la scie à bûches comportait un cadre formé de trois longerons en bois, joints en forme de H. La structure était maintenue par un câble tensionneur à l'opposé de la lame (bucksaw en anglais).

## Entretien
Les lames sont généralement vendues avec un protège-lame en plastique. Il faut le remettre après chaque utilisation. 
Lorsque l'outil est rangé pour une longue durée, on n'omettra pas de protéger la lame de la rouille en la graissant légèrement.
L’affûtage des scies à bûches est délicat. Il s’effectue avec une pince à avoyer et un tiers-point moyen. Il est souvent plus avantageux de changer la lame.

## Utilisation
L'avant-bras du scieur doit être toujours parallèle à la lame. Le scieur se positionnera de manière à placer dans le même plan sa scie, son coude, son épaule et son œil droit (pour les droitiers). Il fera un geste ample et maîtrisé de manière à utiliser l'ensemble de la lame. Cette méthode permettra d'éviter le coincement de la scie.
Une erreur fréquente est d'essayer d'enfoncer la scie dans le bois (dans le trait de coupe). Cela ne fait que bloquer la scie et rend l'utilisation de celle-ci plus difficile et plus dangereuse. Il est préférable de laisser faire la scie qui mord légèrement le bois sous son propre poids. 